# 原一博
原 一博（はら かずひろ、10月24日生）は、日本の音楽家、作曲家、編曲家、音楽プロデューサー。SCOOP MUSIC所属。

## 概要
楽曲を提供するアーティストによって作風を変えており、普遍的なポップソングと並行し、激しいダンス・チューン、ロック、クラシカルな曲も制作しているのが特徴である。

## 来歴
1989年、浜田麻里のツアーメンバーに参加。1992年、Mr.Childrenのツアーメンバーに参加。
1993年、有待雅彦との出会いによりロックバンド「WILD STYLE」を結成。1995年、WILD STYLEの一員としてメジャー・デビュー。1997年、WILD STYLEが活動休止。以降は、TRF、EXILE、BoA、倖田來未らに楽曲を提供するソングライターとして活動。
2000年、第42回日本レコード大賞作曲賞を受賞。

## 提供作品
相川七瀬
- 「恋愛体質」（作曲）

IZ*ONE
- 「君以外」（作曲・編曲）

天野浩成
- 「A day in the life」（作曲）
- 「P.S.」（作曲）

雨宮天
- 「Emerald」（作曲・編曲）

有待雅彦
- 「Through The Night」（作曲・編曲）

いぎなり東北産
- 「Symphony」（作曲・編曲）

=LOVE
- 「拝啓 貴方様」（作曲・編曲）
- 「Poison Girl」（作曲・編曲）

石嶺聡子
- 「バイバイ」（編曲）

伊藤由奈
- 「I'm Here」（作曲・編曲）

上原奈美
- 「Slow Revolution」（作曲・編曲）

w-inds.
- 「Love you anymore」（作曲・編曲）
- 「Because of you」（作曲・編曲）
- 「夏空の恋の詩」（作曲）
- 「Still on the street」（作曲）

EXILE
- 「fallin'」（作曲・編曲）
- 「こんなにもながい君の不在」（作曲・編曲）
- 「Cross 〜never say die〜」（作曲・編曲）
- 「Kiss you」（作曲・編曲）
- 「wishes」（作曲・編曲）
- 「Together」（作曲・編曲）
- 「Time」（作曲・編曲）
- 「HERO」（作曲・編曲）
- 「EXIT」（作曲・編曲）
- 「Why oh why...?」（作曲・編曲）
- 「You're my sunshine」（作曲・編曲）
- 「Angel」（作曲・編曲）
- 「掌の砂」（作曲・編曲）
- 「Carry On」（作曲）
- 「Guilty」（作曲）
- 「GOING ON」（作曲）

Every Little Thing
- 「Home Sweet Home」（作曲）
- 「Grip!」（作曲）
- 「stray cat」（作曲）

岡本玲
- 「teenage days」（作曲）
- 「Railroad Star」（作曲）
- 「恋愛方程式/地図にない場所」（作曲）

片瀬那奈
- 「Babe」（作曲・編曲）
- 「Necessary」（作曲）

華原朋美
- 「Free mind」（作曲）
- 「Waiting For Your Smile」（作曲）
- 「Goin' to the music」（作曲）
- 「Your Face」（作曲）
- 「We wanna reach back」（作曲・編曲）
- 「regrets」（作曲・編曲）
- 「Love Destiny」（作曲・編曲）
- 「Driving to freedom」（作曲・編曲）

上木彩矢
- 「CLAP YOUR HANDS」（作曲・編曲）
- 「I wish in your dreams」（作曲・編曲）
- 「Revolver」（作曲・編曲）

北乃きい
- 「Dearest」（作曲）

久宝留理子
- 「めまい」（作曲・編曲）
- 「涙の数だけ」（編曲）
- 「雨模様」（作曲）

Crystal Kay
- 「Sweet Friends」（作曲）

倖田來未
- 「Chase」（共作詞・作曲）
- 「Go Together」（作曲・編曲）
- 「real Emotion」（作曲）

郷ひろみ
- 「100の願い」（作曲・編曲）
- 「リスク」（作曲）

KOTO
- 「北極星〜The Polestar〜」（作曲・編曲）
- 「What's up?」（作曲）

小柳ゆき
- 「be alive」（作曲・編曲）
- 「愛情」（作曲・編曲）
- 「prove my heart」（作曲・編曲）
- 「feel the destiny」（作曲・編曲）
- 「Legend of my love」（作曲・編曲）
- 「unreliable」（作曲・編曲）
- 「BRAND NEW WORLD」（作曲・編曲）
- 「wishing well」（作曲）
- 「Reality」（作曲）
- 「君がいた夏」（作曲）
- 「Cross Colors」（作曲）
- 「Love knot～愛の絆～」（作曲）

近藤名奈
- 「引き出しの奥の時間」（作曲）
- 「無限大」（作曲）
- 「Moderato」（作曲）
- 「明日のドア」（作曲）
- 「月曜日の歩き方」（作曲）
- 「春色のカーブ」（作曲）
- 「ビートがなけりゃ始まらない」（作曲）

surface
- 「夢の続きへ」（作曲・編曲）

斉藤未知
- 「マトリョーシカ」（作曲）

三代目J Soul Brothers
- 「LOVE SONG」（作曲・編曲）

shela
- 「Days」（作曲・編曲）

島谷ひとみ
- 「ilusion～イルシオン～」（作曲）
- 「朝露のメロディー」（作曲）

Sugar
- 「Heartful」（共作詞・共作曲・編曲）

鈴木愛理
- 「Escape」（作曲・編曲）
- 「ハイビート気分」（作曲・編曲）

鈴木亜美
- 「To be free」（作曲）
- 「Place」（作曲）

鈴木雅之
- 「危機一髪」（作曲）
- 「月の囁き」（作曲）

千堂あきほ
- 「LADY,WHO」（編曲）

千里愛風
- 「恋」（作曲）

ZONE
- 「GOOD DAYS」（作曲）

高橋克典
- 「オレンジ」（作曲・編曲）

玉置成実
- 「Complete」（作曲）
- 「Long Way Behind」（作曲）

田村ゆかり
- 「Don't wake me☆Up」（作曲）

Tina
- 「キ・セ・キ」（作詞・作曲）

TRF
- 「TRY OR CRY」（作曲・編曲）
- 「Meltin' you」（作曲・編曲）
- 「JOY」（作曲・編曲）
- 「WIRED」（作曲・編曲）
- 「Where to begin」（作曲・共編曲）

東方神起
- 「Step by Step」（作曲・編曲）
- 「Song for you」（作曲）

AAA
- 「No End Summer」（作曲）

夏川りみ
- 「遥か…」（作詞・作曲）
- 「時」（作曲）

NITRO
- 「CALLING」（作曲・編曲）

乃木坂46
- 「キスのシルエット」（作曲・編曲）

浜崎あゆみ
- 「criminal」（作曲・編曲）
- 「Born To Be...」（作曲・共編曲）
- 「Marionette」（作曲・編曲）
- 「STEP you」（作曲）
- 「Startin'」（作曲）
- 「glitter」（作曲）
- 「Sparkle」（作曲）
- 「Curtain call」（作曲）
- 「You were...」（作曲）
- 「Lady Dynamite」（作曲）
- 「Missing」（作曲）
- 「NOW & 4EVA」（作曲）
- 「WARNING」（作曲）
- 「We are the QUEENS」（作曲）
- 「W」（作曲）
- 「Aurora」（作曲）

浜田麻里
- 「Company」（作曲・共編曲）
- 「Separate Lives」（作曲）
- 「Innocent Colors」（作曲）
- 「Willing」（作曲・編曲）

林原めぐみ
- 「STRAY CAT」（作曲・編曲）
- 「Growing Up」（作曲・編曲）
- 「夢 Hurry Up」（作曲）
- 「私だけの夢へ」（作曲）
- 「Tokyo Boogie Night」（作曲）

深田恭子
- 「 午前4時の向こう側」（作曲）

pool bit boys
- 「蒼の軌跡」（共編曲）

FLAME
- 「情熱」（共作詞・共作曲・編曲）

BoA
- 「LISTEN TO MY HEART」（作曲・編曲）
- 「VALENTI」（作曲・編曲）
- 「JEWEL SONG」（作曲・編曲）
- 「Shine we are!」（作曲・編曲）
- 「メリクリ」（作曲・編曲）
- 「抱きしめる」（作曲・編曲）
- 「Everlasting」（作曲・編曲）
- 「Sweet Impact」（作曲・編曲）
- 「DOUBLE」（作曲）
- 「Rock With You」（作曲）
- 「Before you said goodbye to me」（作曲）

BOYSTYLE
- 「Promise you」（作曲）

僕が見たかった青空
- 「青空ディスコティック」（作曲・編曲）

本城未沙子
- 「DEEP DUNGEON」（作曲）

真琴つばさ
- 「綺羅 KIRA」（作曲・編曲）
- 「Graceful Night」（作曲・編曲）

増崎孝司
- 「SPEAKS」（作曲）
- 「Do You Wanna Dance?」（作曲）

松下萌子
- 「雨あがり」（作曲）

MAX
- 「Necessary」（共作詞・共作曲・編曲）

観月ありさ
- 「Sympathy」（作曲・編曲）

水樹奈々
- 「Love Fight!」（作曲・編曲）- 2019年

May J.
- 「So Beautiful」（作曲・共編曲）

melody.
- 「Simple As That」（作曲）
- 「Crystal Love」（作曲）
- 「Sincerely」（作曲）
- 「So into You」（作曲）
- 「Next to You」（作曲）
- 「Take a Chance」（作曲）
- 「Gift of Love」（作曲）
- 「fragile」（作曲）
- 「My Dear」（作曲）

RAG FAIR
- 「Sheサイド ストーリー」（作曲）
- 「だから忘れない」（作曲）

LUVandSOUL
- 「Never-ending Love」（作曲）

LiSA
- 「LOVER"S"MiLE」（作曲）

ribbon
- 「世紀末の天使」（作曲・編曲）
- 「正しいハートの行方」（編曲）

Lyrico
- 「True Romance」（作曲・編曲）

route0
- 「painting」（作曲）

### STARTO ENTERTAINMENT関連
少年隊
- 「Gamble Guy」（作曲・編曲）

KinKi Kids
- 「HONEY RIDER」（作曲・編曲）
- 「Tomorrow Again」（作曲）
- 「エゴイスティック・ロマンス」（作曲・編曲）
- 「面影」（作曲）
- 「Pure Soul」（作曲）
- 「Summer 〜僕らのシルエット〜」（作曲・編曲）

嵐
- 「ココロチラリ」（作曲・編曲）

KAT-TUN
- 「Will Be All Right」（作曲）

亀梨和也
- 「Rain」（共作曲・編曲）

Sexy Zone
- 「Honey Honey」（作曲）
- 「Power of Run」（作曲・編曲）
- 「カラクリだらけのテンダネス」（作曲・編曲）

Hey!Say!JUMP
- 「ウィークエンダー」（作曲・共編曲）
- 「真剣SUNSHINE」（作曲・編曲）
- 「Eve」（作曲・編曲）
- 「Masquerade」（作曲・編曲）
- 「Dash!!」（作曲）
- 「ユー・ガッタ・モール」（作曲・編曲）
- 「JUMPing CAR」（作曲・編曲）
- 「Farewell」（作曲・編曲）
- 「DISCO JOCKEY!!」（作曲・編曲）
- 「Zombie Step」（作曲・編曲）

Kis-My-Ft2
- 「SHE! HER! HER!」（作曲・編曲）
- 「キ・ス・ウ・マ・イ～KISS YOUR MIND～」（作曲・編曲）
- 「Last Lover」（作曲・編曲）
- 「Kiss魂」（作曲）
- 「DREAM STAGE」（共作詞・作曲）

King & Prince
- 「Spark and Spark」（作曲・編曲）

ジャニーズJr.
- 「君のことしか見えない」（作曲）
- 「La Fiesta」（作曲）